# Salem (Indiana)
Salem és una població dels Estats Units a l'estat d'Indiana. Segons el cens del 2000 tenia 6.172 habitants.

## Demografia
Segons el cens del 2000, Salem tenia 6.172 habitants, 2.555 habitatges, i 1.635 famílies. La densitat de població era de 612,6 habitants/km².
Dels 2.555 habitatges en un 29,2% hi vivien nens de menys de 18 anys, en un 47,4% hi vivien parelles casades, en un 12,3% dones solteres, i en un 36% no eren unitats familiars. En el 32,1% dels habitatges hi vivien persones soles el 15,7% de les quals corresponia a persones de 65 anys o més que vivien soles. El nombre mitjà de persones vivint en cada habitatge era de 2,29 i el nombre mitjà de persones que vivien en cada família era de 2,84.
Per edats la població es repartia de la següent manera: un 22,4% tenia menys de 18 anys, un 9,8% entre 18 i 24, un 27,1% entre 25 i 44, un 21,2% de 45 a 60 i un 19,4% 65 anys o més.
L'edat mediana era de 38 anys. Per cada 100 dones de 18 o més anys hi havia 83 homes.
La renda mediana per habitatge era de 29.256$ i la renda mediana per família de 37.179$. Els homes tenien una renda mediana de 27.521$ mentre que les dones 21.952$. La renda per capita de la població era de 16.299$. Entorn del 8,5% de les famílies i l'11,6% de la població estaven per davall del llindar de pobresa.

## Poblacions més properes
El següent diagrama mostra les poblacions més properes.